# Sobiesław Zasada

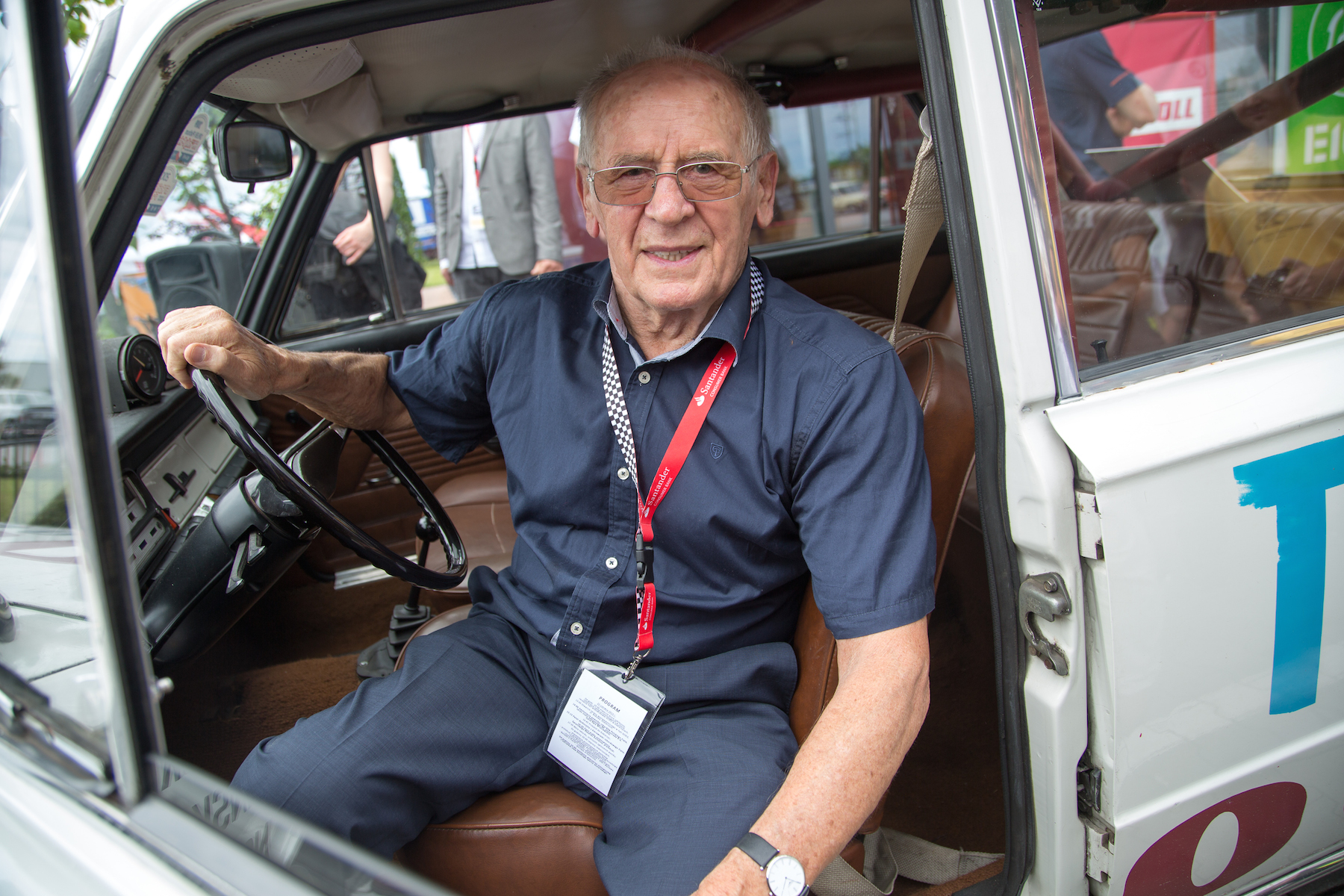
Sobiesław Zasada 2013

Sobiesław Jan Zasada (* 27. Januar 1930 in Dąbrowa Górnicza) ist ein ehemaliger polnischer Automobilrennfahrer und erfolgreicher Geschäftsmann.
Ursprünglich als Leichtathlet aktiv, war der Wirtschaftsabsolvent der Krakauer Handelshochschule (1952) und in den frühen 1950er und 1960er Jahren ein bekannter Rallyesportler. 1966, 1967 und 1971 gewann er den Europameistertitel, 1968, 1969 und 1972 war er Vizeeuropameister. Elfmal wurde er polnischer Meister. Insgesamt siegte er bei 148 Autorallyes. 1967 wählte man ihn zu Polens Sportler des Jahres. Zunächst lenkte Zasada Fabrikate der Firma Steyr-Puch (3 Jahre), es folgten Porsche (5 Jahre) und BMW (2 Jahre). Am Ende seiner Karriere wechselte er zu Mercedes-Benz. Von 1991 bis 1996 war er Generalvertreter des Daimler-Benz-Konzerns in Polen. 1993 startete er den Aufbau einer eigenen Firmengruppe, die Rennautos herstellt.
Zasada wird regelmäßig in die Reichsten-Listen (z. B. bei den Zeitschriften Forbes Polska und Wprost) in Polen aufgenommen; im Jahr 2011 wurde er mit einem geschätzten Vermögen von 460 Millionen Złoty auf den 37. Platz einer solchen Liste bei Forbes gesetzt. Im Juni 2021 teilten die Veranstalter der Rallye Safari mit, dass Zasada bei ihrem WRC-Lauf 2021 zu einem Comeback antreten und dadurch mit 91 Jahren zum ältesten Starter in der Geschichte der Rallye-Weltmeisterschaft werde. Der Pole hatte seine Rallye-Laufbahn bei der Rallye Safari des Jahres 1997 mit einem 12. Platz in der Gesamtwertung beendet, wobei seine Frau Ewa als Beifahrerin fungierte.   
Er ist verheiratet und hat eine Tochter.